# Lucy Pevensie
Lucy Pevensie è un personaggio della saga di sette libri de Le cronache di Narnia, scritti da C. S. Lewis. È ritratta per la prima volta nel secondo libro Il leone, la strega e l'armadio, poi è presente nel terzo libro Il cavallo e il ragazzo, nel quarto libro Il principe Caspian, nel quinto libro Il viaggio del veliero e infine nel settimo L'ultima battaglia.
È la sorella minore tra i quattro giovani Pevensie (Peter, Susan, Edmund in ordine di maggior età) ed anche la più insicura ma non meno decisa e convinta delle sue idee, come accade nel litigio con il fratello maggiore Edmund riguardo all'esistenza di Narnia. Lucy difende la verità anche se viene considerata dai fratelli maggiori una bugiarda con tanta fantasia usata solo per attirare l'attenzione, infatti è proprio per la sua determinazione e per il suo altruismo che vede Aslan più spesso dei suoi fratelli. 
Molti critici hanno visto in lei una rappresentazione della Madonna.
Nei film d'azione della Disney, “Le cronache di Narnia - Il leone, la strega e l'armadio”, “Le cronache di Narnia - Il principe Caspian” e "Le cronache di Narnia - Il viaggio del veliero", Lucy è interpretata dalla giovanissima attrice Georgie Henley.

## Aspetto fisico e personalità
Lucy è, sia nei libri che nei film, la più piccola dei fratelli Pevensie. Ha i capelli castani, come gli altri fratelli Pevensie (tranne Edmund che li ha neri) e gli occhi chiari. Caratterialmente è una ragazza (bambina all'inizio della saga) molto dolce, gentile e dalla grande sensibilità. Con il passare del tempo diventerà anche più saggia. 

## NeIl leone, la strega e l'armadio
La piccola Lucy insieme ai fratelli si trasferirà nella villa di campagna del professore per scampare ai raid aerei su Londra. Durante l'esplorazione della villa insieme ai fratelli si imbatterà in una stanza vuota se non per un armadio. Lucy presa dalla curiosità decide di dare un'occhiata all'armadio ed entrata dentro scoprirà il mondo magico di Narnia. Qui conoscerà il Signor Tumnus, simpatico fauno con cui stringerà in futuro una buona amicizia. Il fauno racconterà a Lucy la storia di Narnia e dell'incantesimo della strega bianca che fa durare l'inverno ininterrottamente da 100 anni. Tornata nel mondo reale racconterà tutto ai fratelli che però non le credono. Durante la notte rientrerà  nell'armadio e farà nuovamente visita al fauno ma durante il viaggio del ritorno verso l'armadio scoprirà che anche Edmund è entrato a Narnia. Successivamente entrerà nuovamente a Narnia insieme a tutti i fratelli e scoprirà che il fauno è stato catturato dalla Strega Bianca. Incontrerà i castori che li accompagneranno alla tavola di pietra e durante il viaggio incontrerà Babbo Natale che le darà in dono un magico cordiale capace di guarire ogni ferita. Assisterà con la sorella maggiore Susan al sacrificio di Aslan. Verrà incoronata in nome dello sfavillante mare dell'est regina di Narnia e verrà chiamata: Regina Lucy "La gaia" ("la valorosa", nella versione cinematografica).

## NeIl principe Caspian
Insieme ai suoi fratelli tornerà a Narnia dove il principe Caspian aveva suonato il corno magico della regina Susan. Sarà la prima ad avvistare Aslan e, nonostante all'inizio non venga creduta dai fratelli Peter e Susan, continuerà a credere con ferma fede e fiducia che il leone ritornerà e che li aiuterà a sconfiggere il nemico che tormente e tiranneggia Narnia. Quando l'avventura finirà è quella che più di tutti si mostra sofferente e titubante a lasciare la magica Narnia e soprattutto a separarsi nuovamente da Aslan.

## NeIl viaggio del veliero
Durante un soggiorno a casa del cugino Eustache dimostra a costui un po' di gentilezza.
Lei, Ripicì, Edmund, Caspian ed Eustache saranno i soli a potersi spingere oltre L'Inizio della Fine, approdando nelle terre di Aslan. Lì Ripicì lascerà gli amici e i tre cugini faranno ritorno al loro mondo.

## Rapporto con Aslan
Lucy tra i quattro protagonisti, è indubbiamente la più legata e affezionata ad Aslan, sebbene anche gli altri fratelli Pevensie tengano a lui e lo rispettino molto. È sempre l'unica a sapere e credere che verrà ad aiutarli, e per questo è sempre la prima ad incontrarlo (tranne in il leone, la strega e l'armadio, in cui viene mostrato di fronte a Peter, Susan e Lucy contemporaneamente: Edmund intanto è prigioniero della Strega Bianca). È anche la più sofferente per la sua assenza (gli altri dimostrano nostalgia per Narnia, a volte, ma Lucy soprattutto per Aslan). Alla fine del secondo capitolo, quando Caspian diviene nuovo re e i fratelli Pevencie devono ritornare a casa, Lucy mostra esitazione e dispiacere nel lasciare Aslan di nuovo. Nell'ultimo viaggio a Narnia, compresa la prospettiva che per lei e per Edmund è l'ultima volta che metteranno piede a Narnia, Lucy non riesce proprio a trattenere e a nascondere il forte dolore che prova all'idea e alla consapevolezza di doversi separare definitivamente dall'amico leone e trasportata dall'emozione e dall'affetto abbraccia in lacrime Aslan, che seppur anch'egli commosso, la rassicura dicendole che lui veglierà per sempre su di lei e sui suoi fratelli.